# Хатчинсон (тауншип, Миннесота)
Хатчинсон (англ. Hutchinson) — тауншип в округе Мак-Лод, Миннесота, США. На 2000 год его население составило 1120 человек.

## География
По данным Бюро переписи населения США площадь тауншипа составляет 89,5 км², из которых 83,8 км² занимает суша, а 5,7 км² — вода (6,39 %).

## Демография
По данным переписи населения 2000 года здесь находились 1120 человек, 401 домохозяйство и 334 семьи. Плотность населения — 13,4 чел./км². На территории тауншипа расположено 412 построек со средней плотностью 4,9 построек на один квадратный километр. Расовый состав населения: 98,84 % белых, 0,18 % азиатов, 0,71 % — других рас США и 0,27 % приходится на две или более других рас. Испанцы или латиноамериканцы любой расы составляли 0,80 % от популяции тауншипа.
Из 401 домохозяйства в 36,7 % воспитывались дети до 18 лет, в 74,8 % проживали супружеские пары, в 5,0 % проживали незамужние женщины и в 16,7 % домохозяйств проживали несемейные люди. 13,0 % домохозяйств состояли из одного человека, при том 7,0 % из — одиноких пожилых людей старше 65 лет. Средний размер домохозяйства — 2,79, а семьи — 3,07 человека.
26,6 % населения — младше 18 лет, 6,1 % — в возрасте от 18 до 24 лет, 28,2 % — от 25 до 44, 29,9 % — от 45 до 64, и 9,2 % — старше 65 лет. Средний возраст — 39 лет. На каждые 100 женщин приходилось 105,9 мужчин. На каждые 100 женщин старше 18 приходилось 101,5 мужчин.
Средний годовой доход домохозяйства составлял 59 821 доллар, а средний годовой доход семьи — 63 021 доллар. Средний доход мужчин — 39 375 долларов, в то время как у женщин — 27 750. Доход на душу населения составил 22 269 долларов. За чертой бедности находились 1,5 % семей и 3,2 % всего населения тауншипа, из которых 2,4 % младше 18 и 5,0 % старше 65 лет.